# スイートハート・チョコレート
『スイートハート・チョコレート（Sweetheart Chocolate）』（中国題：甜心巧克力）は、2013年の中国・日本の恋愛映画。

## 概要
ゆうばり国際ファンタスティック映画祭に参加した女性中国人プロデューサー・米子（ミシェル・ミー）が、夕張市民の映画への強い気持ちを知って感動し、映画監督の篠原哲雄と主演のリン・チーリンを起用するところから企画がスタートした。篠原を中心に中日のスタッフが北海道夕張、札幌、上海で撮影を敢行。池内博之をはじめ、中日の出演者が脇を固める。
舞台は、美しい冬の北海道（夕張）と大都会上海。リン・チーリン演じる愛する人の意志を継ぎチョコレートを作る留学生のリンユエと2人の男（池内博之と福地裕介）、男女3人10年に及ぶ純愛の物語。
2012年に撮影され、3月6日からは池内が中国版のミニブログ『新浪微博』をスタートし、撮影についても綴っていた。9月に完成し、10月25日に第25回東京国際映画祭アジアの風部門で上映された他、2013年2月24日にゆうばり国際ファンタスティック映画祭2013のクロージング作品として上映された。また、韓国で開催された光州国際映画祭で最高賞の審査員大賞を受賞した。
中国では2013年11月8日に公開され、初登場で興行ランキングは第9位を記録。尖閣諸島問題で日本での一般公開はなかなか決まらなかったが、お蔵出し映画祭2014でグランプリを受賞したことが後押しとなり、制作から約3年半経った2016年3月26日にシネ・リーブル池袋他でようやく全国公開された。

## キャスト
- リンユエ - リン・チーリン[11]
- 木場総一郎[10] - 池内博之[6]
- 星野守[10] - 福地祐介
- 加藤佑作 - 山本圭
- 木場千恵子 - 左時枝
- 陳廷嘉（チェン・ティンジャー）

## スタッフ
- 監督 - 篠原哲雄[4][12]
- プロデューサー - 龐洪、米子（ミシェル・ミー）[13]、小畑真登
- 脚本 - 湯迪、米子
- 音楽 - 久石譲
- 撮影 - 上野彰吾
- 美術 - 周欣人、小澤秀高
- 録音 - 山方浩